# Cyrtalastor moruloides
Cyrtalastor moruloides (лат.) — вид одиночных ос (Eumeninae), единственный в составе рода Cyrtalastor.

## Описание
От близких родов ос отличается следующими признаками: проподеум в 3—4 раза длиннее ширины метанотума; тергит I более узкий, чем тергит II в дорсальном виде; торакс крупнопунктированный; тегулы расширены, сзади округлены; паратегулы видны. Тергит I крупнопунктированный, тергит II мелкопунктированный. Грудь и брюшко черные. В переднем крыле вторая возвратная жилка входит в субмаргинальную ячейку; субмаргинальная ячейка II стеблевидная. Средние голени с одной шпорой. Переднее крыло с первой и второй возвратными жилками, исходящими в субмаргинальной ячейке II.

## Распространение
Встречается в Афротропике (Габон).